# Klövberget (södra)
Klövberget (södra) este o arie protejată (arie specială de conservare — SAC, sit de importanță comunitară — SCI) din Suedia întinsă pe o suprafață de 45,8 ha, integral pe uscat.

## Localizare
Centrul sitului Klövberget (södra) este situat la coordonatele 62°12′42″N 16°38′14″E / 62.2116°N 16.6371°E.

## Înființare
Situl Klövberget (södra) a fost declarat sit de importanță comunitară în decembrie 1995 pentru a proteja 1 specie de plante. Situl a fost protejat și ca arie specială de conservare în martie 2011.

## Biodiversitate
Situată în ecoregiunea boreală, aria protejată conține 2 habitate naturale: Taiga vestică, Păduri fino-scandinave bogate în ierburi cu Picea abies.
La baza desemnării sitului se află o specie protejată de  plante: Buxbaumia viridis.